# Tulpius
Tulpius là một chi nhện trong họ Salticidae.